# Publipers
Publipers is een voormalige Belgische streekkrant in Tienen en omgeving.

## Geschiedenis
Het gratis weekblad is in 1946 gesticht door René Smets.
Eind juni 1976 werd door René Smets en Paul Kempeneers Aren lezen aan de Gete uitgebracht, naar aanleiding van het 30-jarig bestaan van Publipers. Uitgever en auteur werden toen door schepen Janssens ontvangen op het stadhuis.
Het redactieteam werd in de loop van de jaren ontvangen en gehuldigd door tal van prominenten, waaronder eerste minister Mark Eyskens, de eerste voorzitter van de Vlaamse Executieve Gaston Geens, minister van binnenlandse zaken Rik Boel en de Tiense burgemeesters Edgard Rowie, André Boesmans, Jef Coel en Marcel Logist.
Eind 2000 werd Publipers overgenomen door Roularta Media Group. Het redactieteam met André Smets (zoon van...) en de manier van werken bleven echter ongewijzigd. Tot begin 2017 bleef Publipers als ondertitel behouden. In de nacht van 20 op 21 februari 2017 overleed André Smets in Tienen.